# Rudawka komorska
Rudawka komorska (Pteropus livingstonii) – gatunek ssaka z podrodziny Pteropodinae w obrębie rodziny rudawkowatych (Pteropodidae).

## Taksonomia
Gatunek po raz pierwszy zgodnie z zasadami nazewnictwa binominalnego opisał w 1866 roku brytyjski zoolog John Edward Gray nadając mu nazwę Pteropus livingstonii. Holotyp pochodził z Anjouan, na Komorach.
Pteropus livingstonii należy do grupy gatunkowej livingstonii. Autorzy Illustrated Checklist of the Mammals of the World uznają ten gatunek za monotypowy.

### Etymologia
- Pteropus: gr. πτερόπους pteropous „skrzydłostopy”, od πτερον pteron „skrzydło”; πους pous, ποδος podos „stopa”[8].
- livingstonii: dr David Livingstone (1813–1873), szkocki misjonarz w tropikalnej Afryce, przeciwnik niewolnictwa, podróżnik[9].

## Zasięg występowania
Rudawka komorska występuje na wyspach Anjouan i Mohéli należących do archipelagu Komorów.

## Morfologia
Długość ciała 340 mm, ogona brak, długość ucha 30–31 mm, długość tylnej stopy 51–53 mm, długość przedramienia 161–172 mm; rozpiętość skrzydeł 150 cm; masa ciała samic 601,5 g, samców 576,3 g. Na klatce piersiowej charakterystyczne złote włosy.

## Ekologia
Zamieszkuje gęste lasy porastające górskie doliny. Żywi się kwiatami i owocami głównie drzew figowych. Zamieszkuje w małych koloniach, które są zarazem haremami jednego samca.